# Klappentext

Aufbau eines Buches: 1. Bucheinband; 2. vorderer Klappentext; 3. Anpappblatt, Innenseite des Buchdeckels; 4. Schutzumschlag, darunter Bucheinband; 5. Kopfschnitt; 6. Vorderschnitt; 7. Fußschnitt; (5 bis 7 begrenzen den Buchblock); 8. Rechte Seite, mit Kopfzeile und Fußzeile; 9. Fliegendes Blatt; 10. Falz mit Heftung

Als Klappentext (englisch blurb) wird ein auf den Einschlagklappen eines Schutzumschlags oder Bucheinbands stehender Text bezeichnet. Üblich sind eine kurze, werbende Zusammenfassung des Buchinhalts (meist auf der vorderen Einschlagklappe), eine Autorennotiz (meist auf der hinteren Einschlagklappe) und gegebenenfalls Hinweise auf weitere Bücher des Verlags. Bei Büchern ohne Umschlag (beispielsweise Paperbacks und Taschenbüchern) wird dieser Text in der Regel auf der Rückseite des Einbandes platziert.
Klappentexte erfüllen einen doppelten Zweck: Sie sollen über den Inhalt informieren und zum Buchkauf animieren und bedienen sich wegen dieses doppelten Zwecks oft eines besonderen, doppeldeutigen Vokabulars. Je nach Größe der Verlage erstellen deren Marketingabteilung, die den jeweiligen Titel betreuenden Verlagslektoren oder die Autoren selbst die Klappentexte, wobei Letztere je nach Vertrag zuweilen hierfür gar kein oder nur ein bedingtes Mitspracherecht haben. Zumeist aber wird für den Klappentext im Zusammenwirken aller am Entstehen eines Buches Beteiligten ein einvernehmliches Ergebnis gesucht.
Der Verleger Karl Robert Langewiesche gilt als „der Erfinder“ des Klappentextes.

## Varianten
Neben dem eigentlichen Klappentext gibt es häufig weitere Texte auf der Rückseite des Schutzumschlags, der also auch bei geschlossenem Buch zu lesen ist. Er enthält bevorzugt kurze, die Neugier weckende Zitate aus dem Inhalt sowie zuweilen auch schon positive „Rezensionen“ von prominenten Testimonials oder bei Nachauflagen auch Zitate aus Literaturkritiken.
Eigens für den Klappentext von Prominenten angefragte Zitate werden im Deutschen auch als „blurbs“ bezeichnet. Das Wort bezeichnet im Englischen sowohl den ganzen Klappentext als auch einzelne Testimonials auf dem Bucheinband. Die Bezeichnung geht zurück auf Gelett Burgess, der 1907 auf seinem Buch Are You a Bromide? eine fiktive Belinda Blurb für das „großartige Buch“ werben ließ.
Umgangssprachlich werden jedoch alle diese Texte gemeinsam als Klappentext bezeichnet, auch vergleichbar werblich-informative Texte zu Musikaufnahmen und Filmen auf den Hüllen von Schallplatten, Compact Disks, DVDs usw.
In der Verlagssprache haben sich die Kürzel U1 (Umschlags-Cover), U2 (Vorderklappe), U3 (hintere Klappe) und U4 (Umschlags-Rückseite) eingebürgert. Die Klappentexte von U1 bis U4 folgen meist festen Regeln, die sich mit den Jahren bewährt haben.
Abzugrenzen sind diese aber vom Waschzettel, der heutzutage oft inhaltlich dem Klappentext entspricht, aber in Bezug auf Zweck und Leserschaft eine andere Funktion erfüllt.